# Лаббе, Леон
Леон Лаббе (фр. Léon Labbé; 1832—1916) — французский хирург и политический деятель.
Автор новой для своего времени системы гастротомии, член Академии медицины с 1880 года, с 1892 года сенатор, написал: «Traité des tumeurs bénignes du sein» (1876); «Lecons de clinique chirurgicale» (1876); «Traité des fibromes de la paroi abdominale» 1880; с Ш. Реми) и др.